# Funktelegrafie

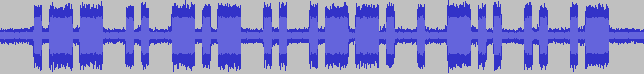
Ein-/Aus-Tastung eines CW‑Trägers (Amplitude vertikal, Zeit horizontal) zur Erzeugung von Zeichen im Morsecode

Funktelegrafie (auch: Tastfunk oder drahtlose Telegrafie, englisch wireless telegraphy) ist Telegrafie mithilfe von Funktechnik. Sie entstand ab den 1890er-Jahren.
Im Gegensatz zur gut fünfzig Jahre älteren drahtgebundenen elektrischen Telegrafie, ist Funktelegrafie ein kabelloses Übertragungsverfahren, benötigt also kein Telegrafenkabel zwischen Sender und Empfänger. Beiden Methoden gemeinsam ist die Verwendung einer Morsetaste.

## Begriffe

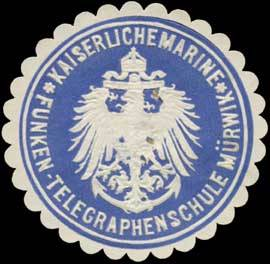
Siegelmarke der Funken-Telegraphenschule Mürwik der Kaiserlichen Marine

In den ersten Jahren war auch der Begriff „Funkentelegrafie“ gebräuchlich, der aber bald durch die etwas kürzere Form (ohne „-en“) abgelöst wurde. Eine noch heute, speziell im Amateurfunkdienst, gebräuchliche Kurzbezeichnung ist „CW“ (Abkürzung von englisch Continuous Wave, deutsch „Dauerstrich“), was auf die bessere Signalqualität hindeutet, die die weiterentwickelten Löschfunkensender, Lichtbogensender und Maschinensender im Gegensatz zu den frühen Knallfunkensendern aufwiesen.
Ein mithilfe der Funktechnik übermitteltes Telegramm, also eine fernschriftliche Funk-Nachricht, wird als Funktelegramm (FT) bezeichnet.

## Wegbereiter

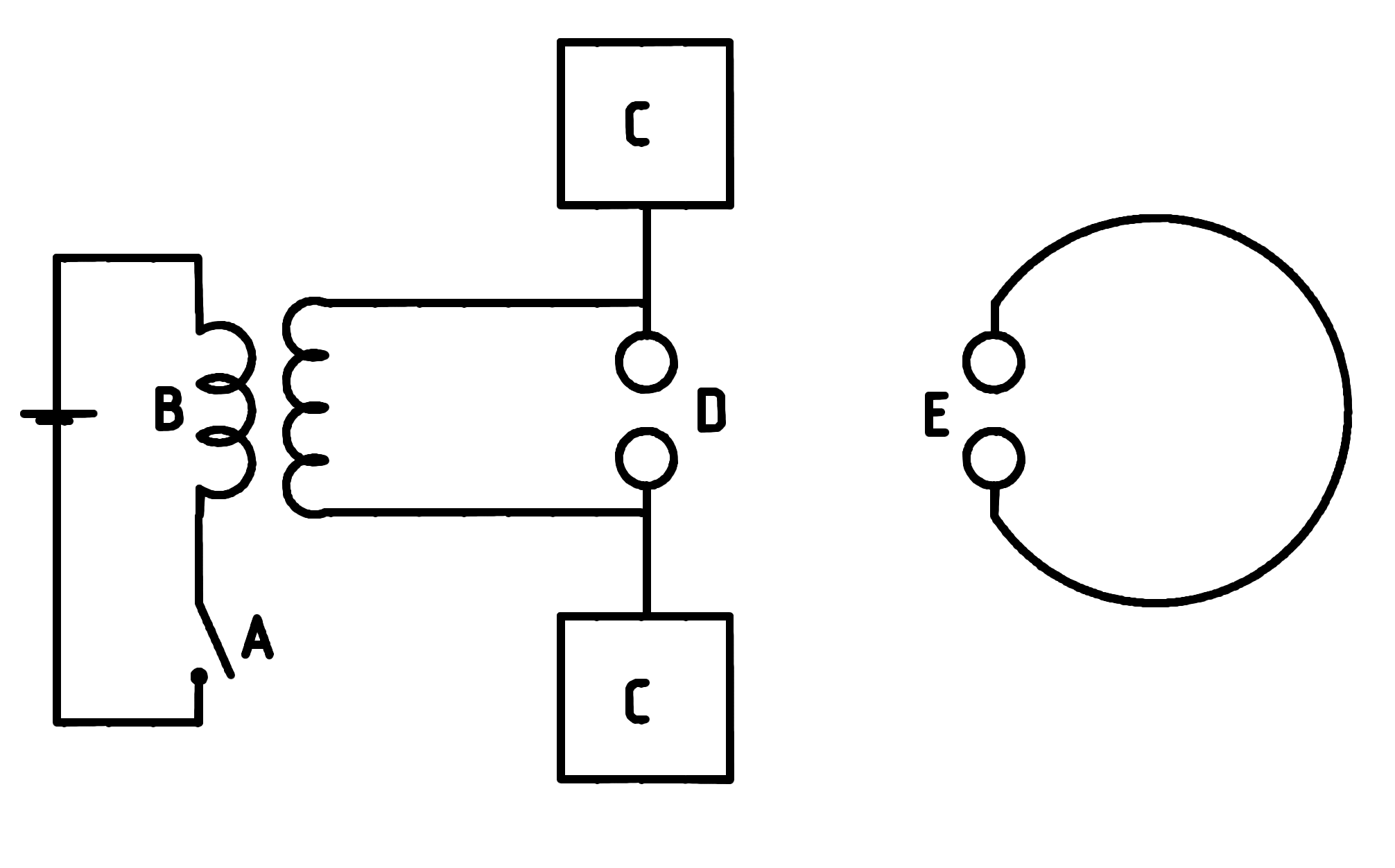
Prinzip der Funktelegrafie (links der Sender, rechts der Empfänger)

Wichtige Grundlagen zur zunächst noch drahtgebundenen Telegrafie waren zuvor durch eine Reihe bedeutender Persönlichkeiten der Elektrotechnik gelegt worden. Zu den Pionieren gehörten Carl Friedrich Gauß (1777–1855) und Wilhelm Weber (1804–1891), die im Jahr 1833 einen elektrischen Telegrafen entwickelt und damit die erste (kabelgebundene) elektromagnetische Telegrafenlinie der Welt errichtet und betrieben hatten (siehe auch: Gauß-Weber-Telegraf).
In den Vereinigten Staaten waren es Samuel Morse (1791–1872), der 1840 einen Schreibtelegrafen erfunden hatte, der bald allgemein als „Morseapparat“ bekannt wurde, und sein Mitarbeiter Alfred Vail (1807–1859), der ab 1838 dazu den Amerikanischen Morsecode entwickelte, mit dem eine effiziente Übertragung von Textnachrichten möglich wurde. Daraus entstand später der „Morsecode“, der durch Clemens Gerke (1801–1888) wesentlich verbessert wurde. Die erste „Drahtnachricht“ in der Geschichte der Vereinigten Staaten wurde im Jahr 1844 über die Telegrafenlinie Baltimore–Washington gesendet (englisch First telegram).
Nachdem James Clerk Maxwell (1831–1879) im Jahr 1864 die Existenz von elektromagnetischen Wellen vorausgesagt und Heinrich Hertz (1857–1894) diese im Jahr 1886 experimentell erzeugt und nachgewiesen hatte, konnte der Siegeszug der Funktelegrafie beginnen.

## Geschichte

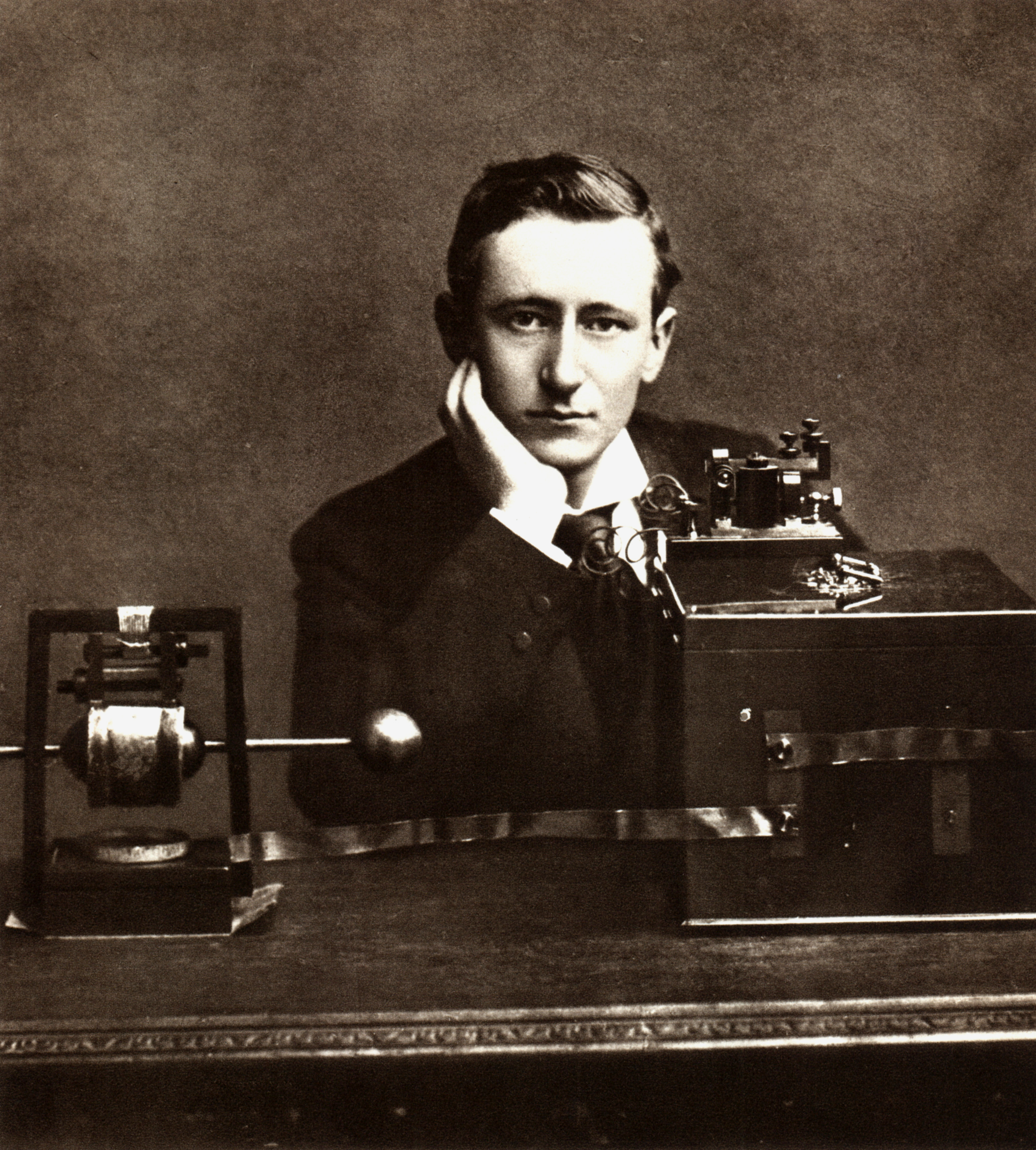
Marconi mit seinem Funktelegrafen (1896)

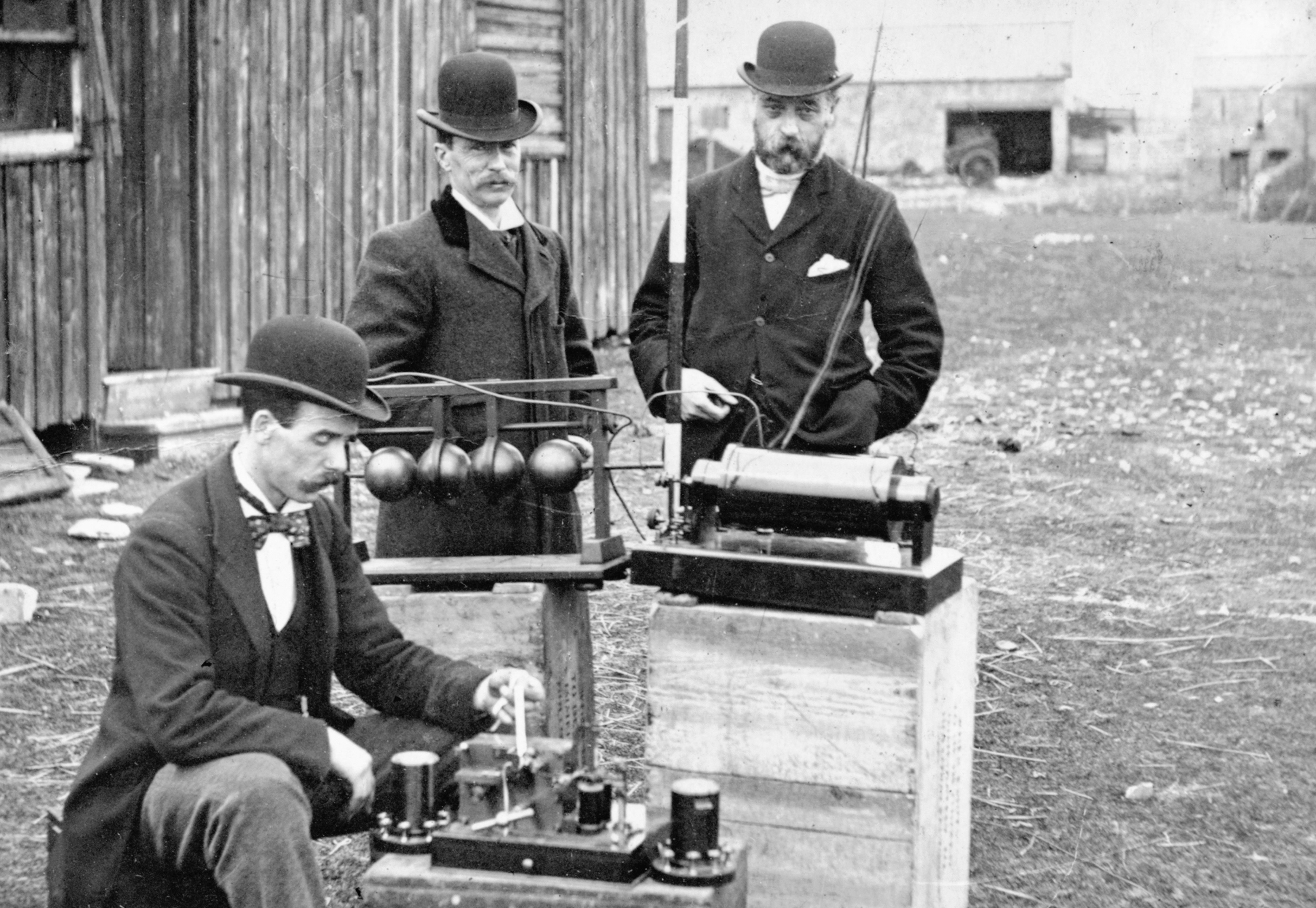
Britische GPO-Ingenieure mit Marconi-Technik am Bristolkanal (Mai 1897)

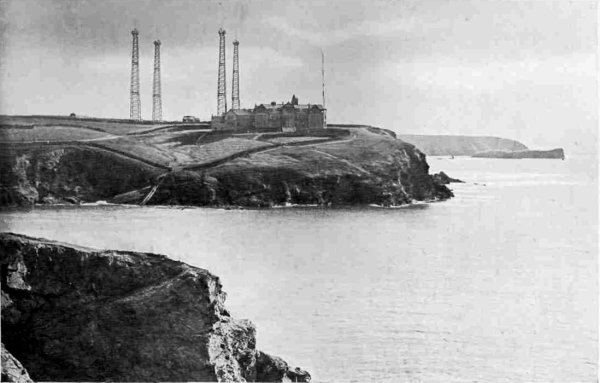
Die 1902 errichtete Antennenanlage in Poldhu (1910)

Vorangetrieben wurde die Entwicklung durch Funkpioniere wie Alexander Popow (1859–1906), Roberto Landell (1861–1928) und Guglielmo Marconi (1874–1937).
Marconi (Bild) gelang im Jahr 1895 zum ersten Mal die drahtlose Übertragung von Morsezeichen über mehrere Kilometer. Dazu nutzte er einen Knallfunkensender. In der Folge führten Persönlichkeiten wie Adolf Slaby (1849–1913) und Ferdinand Braun (1850–1918) weitere Verbesserungen ein. So wurde der nun frequenzbestimmende Schwingkreis von der Antenne separiert, was Frequenzstabilität und Sendeleistung erhöhte und zur Reichweitenerhöhung beitrug:
- 1896 – ¼ km – Popow funkt „ГЕНРИХ ГЕРTЦ“ (Heinrich Hertz)[1]
- 1897 – 5 km – erste Funksendung über offenes Meer
- 1897 – 21 km – nahe Berlin
- 1898 – erstes bezahltes Funktelegramm (FT) von der Isle of Wight nach Bournemouth
- 1898 – 60 km – von Berlin nach Jüterbog
- 1901 – mögliche, aber unbewiesene erste Atlantiküberbrückung
- 1903 – 3425 km – bestätigte Transatlantikübertragung von Poldhu nach Signal Hill (Neufundland)

Im Jahr 1909 erhielten Braun und Marconi „als Anerkennung ihrer Verdienste um die Entwicklung der drahtlosen Telegraphie“ den Nobelpreis für Physik.

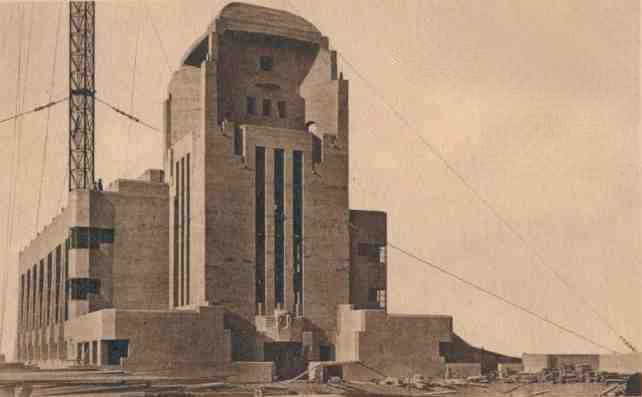
Radio Kootwijk während der Errichtung (1922)

In den 1910er- und 1920er-Jahren wurden weltweit professionelle Sendeanlagen mit Leistungen bis zu 2,5 MW im Langwellen- und unteren Mittelwellenbereich errichtet (siehe auch: Radio Malabar und Radio Kootwijk).
Im November 1923 gelang den beiden Amateurfunk-Pionieren Léon Deloy, 8AB, und Fred Schnell, 1MO, das erste Transatlantik-Funkgespräch (in CW) mithilfe von Kurzwellen. Überraschend für alle Welt, insbesondere auch für die „Funk-Profis“, war, dass ein „schlappes“ halbes Kilowatt (500 W) und relativ kompakte und kostengünstige Hochfrequenztechnik ausreichten, um drahtlose Fernverbindungen zu etablieren – eine neue Erkenntnis, die anschließend die professionelle Funktechnik revolutionierte.